# Стаббс (кот)
Стаббс (англ. Stubbs, произн. [stʌbz]; 12 апреля 1997 года — 21 июля 2017 года) — домашний кот; почётный мэр местности Талкитна, Аляска, США, занимавший свой пост в период с 1997 по 2017 год.

## Биография

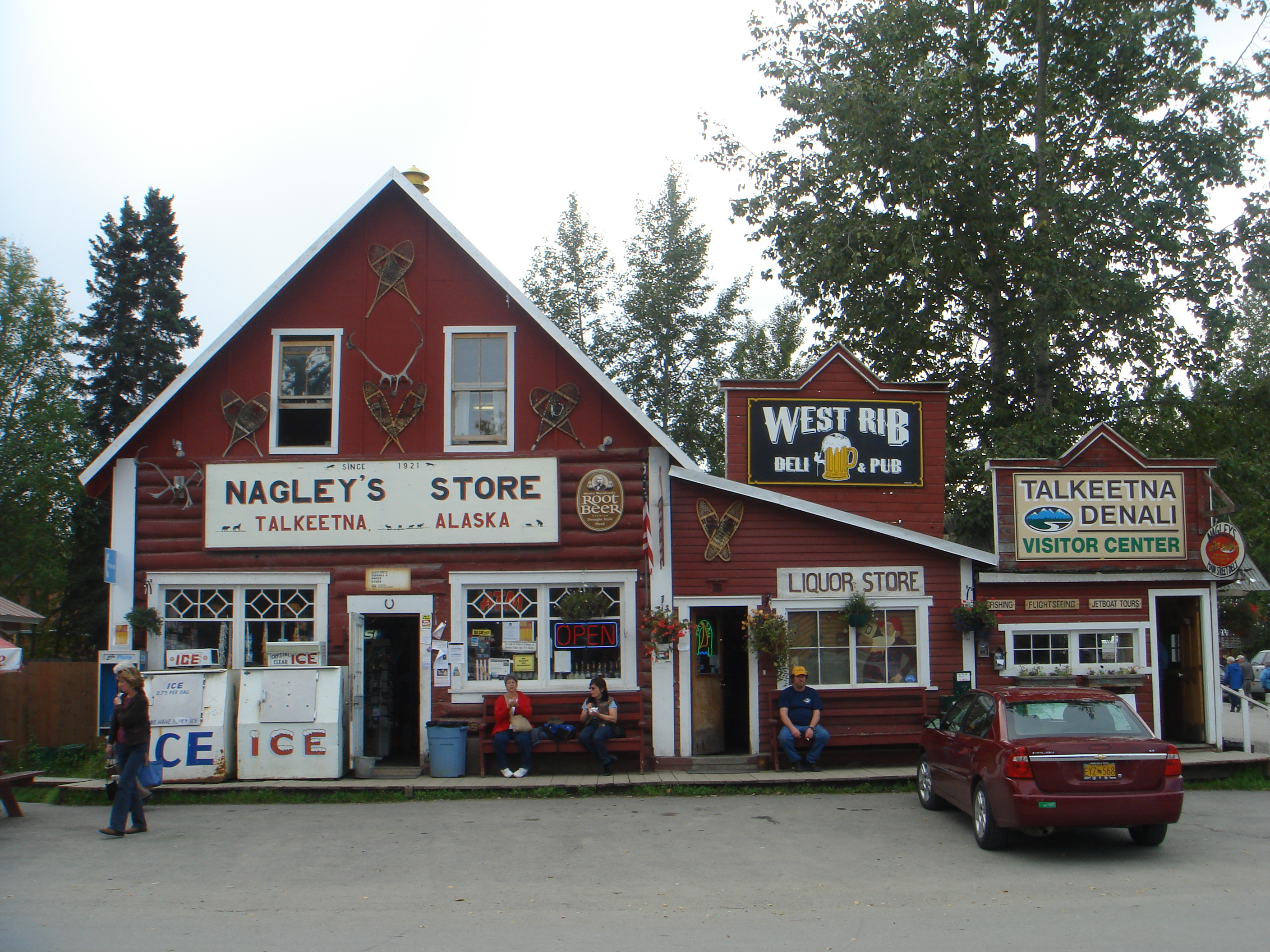
Nagley’s Store — резиденция мэра

В 1997 году Лори Стек (англ. Lauri Stec), менеджер магазина Nagley’s General Store, нашла будущего мэра в коробке с котятами, которая находилась прямо на парковке. Котята только что родились. Оказалось, что у маленьких котов есть владельцы, однако хозяева не желали держать домашних животных, поэтому предложили ей взять даром одного котёнка. Стек выбрала Стаббса, потому что у него не было хвоста.
На выборах мэра 1997 года многие жители были недовольны кандидатами — политиками, и поэтому граждане решили избрать на этот пост удивительного бесхвостого котёнка. Стек выставила кандидатуру котёнка в шутку, но в итоге всё население (900 человек) проголосовало за кота. В конце концов Стаббс всё-таки занял заветную должность, так как общество решило с помощью необычного главы «раскрутить» район в плане туризма. Мэрия новоявленного главы расположилась в главном офисе магазина Nagley’s General Store.
В 2012 году Стаббс вновь был переизбран на должность почётного мэра.
1 сентября 2013 года на Стаббса, совершавшего по своему обыкновению ночную прогулку по городу, было совершено покушение. Мэр был госпитализирован с множеством серьёзных травм, в том числе переломом грудной кости, разрывом лёгкого и рваной раной на боку. Ветеринары оценивали его состояние как тяжёлое.
Через некоторое время мэр вернулся из клиники в свою «резиденцию».
В послужном списке мэра — побег на окраину города на мусоровозе.
Каждый день Стаббс пил воду с кошачьей мятой из бокала — это своеобразная «фишка» знаменитости.
Несмотря на то, что история четвероногого градоначальника неоднократно освещалась во многих СМИ, в числе которых такие крупные массмедиа, как Associated Press, CNN и The Washington Post, в 2013 году газета Alaska Dispatch News опубликовала статью, в которой утверждалось, что кот-мэр является не более чем фальсификацией.
21 июля 2017 года скончался во сне в возрасте 20 лет.